# Ryther cum Ossendyke
Ryther cum Ossendyke är en civil parish i Storbritannien.   Den ligger i grevskapet North Yorkshire och riksdelen England, i den centrala delen av landet, 270 km norr om huvudstaden London.